# Dick Pound
Richard William Duncan "Dick" Pound, CC OQ QC (* 22. března 1942 St. Catharines) je kanadský právník, sportovní funkcionář a bývalý plavec. Byl předsedou Světové antidopingové agentury (WADA). V letech 1987 až 1991 a 1996 až 2000 působil jako místopředseda Mezinárodního olympijského výboru (MOV).
Pound je zastáncem přísného postihování dopingu ve sportu.

## Život
Pound se narodil v St. Catharines v provincii Ontario jako nejstarší ze čtyř dětí. 
Kromě plavání se věnoval také In addition to swimming, Pound was a squash player and won the Canadian intercollegiate championship twice.
Pound vystudoval Desautelsovu fakultu managementu na McGillově univerzitě, za kterou také závodil v plavání. Byl držitelem školních rekordů na kraulařských tratích a třikrát vyhrál celokanadské vysokoškolské mistrovství. V roce 1962 získal titul bakalář komerce. O rok později obhájil titul B.A. na tehdejší Univerzitě Sira George Williamse (nyní Concordia University) a v roce 1967 ukončil studia práv na McGillově univerzitě.

## Sportovní a funkcionářská kariéra

### Plavání
Pound byl čtyřikrát mistrem Kanady na kraulařských tratích (1958, 1960, 1961, a 1962) a jednou v motýlku v roce 1961. Reprezentoval Kanadu na Panamerických hrách 1959 v Chicagu a na 1Letních olympijských hrách 1960 v Římě, kde obsadil šesté místo na 100 metrů volný způsob a byl čtvrtý se štafetou na 4 × 100 metrů. Vyhrál jednu zlatou, dvě stříbrné a jednu bronzovou medaili na Hrách Britského impéria a společenství v roce 1962 v Perthu.

### Kanadský olympijský výbor
Po ukončení závodí kariéry se stal v roce 1968 tajemníkem Kanadského olympijského výboru. V letech 1977 až 1982 byl jeho předsedou.

### Mezinárodní olympijské hnutí
V roce 1978 byl Pound zvolen do Mezinárodního olympijského výboru, kde se nejprve zabýval dojednáváním televizních a sponzorských kontraktů. Členem exekutivy MOV byl 16 let a přispěl přitom k revolučnímu nárůstu příjmů ze sponzoringu a vysílacích práv. I když byl pevným spojencem tehdejšího předsedy MOV Juana Antonia Samaranche, kritizoval korupci v MOV, zejména po skandálu týkajícím se podplácení při přidělení pořadatelství ZOH 2002 americkému Salt Lake City. Byl jmenován šéfem vyšetřovací komise. 
Po odchodu Samaranche v roce 2001 kandidoval na jeho místo, ale prohrál ve volbě s Belgičanem Jacquem Roggem a Korejcem Kim Un-jongem, který byl později potrestán za svou vlastní účast ve skandálu kolem Salt Lake City.

### Světová antidopingová agentura
Pound pomohl v roce založit Světovou antidopingovou agenturu a stal se jejím prvním předsedou. V této roli dohlédl na bezprecedentní zpřísnění režimu dopingových kontrol. Rozšířil také působnost WADA mimo pole olympijských her tím, že přiměl velké mezinárodní sportovní federace, aby přistoupily na společné antidopingové regule. Pound ostře kritizoval vedení amerického sportu za údajné široké užívání dopingu zejména mezi atlety, stejně tak ostře vystupoval proti poměrům v cyklistice, což tehdy způsobilo veřejný rozkol mezi WADA a Mezinárodní cyklistickou unií (UCI). Pound byl předsedou WADA jedno funkční období do roku 2007 a znovu se o místo neucházel.

### Právnická kariéra
Je partnerem v právnické firmě Stikeman Elliott LLP v Montrealu, kde se zaměřuje na daňové právo. Napsal několik knih o dějinách práva. He edits Pound’s Tax Case Notes, a review of tax-law court cases for lawyers. He did much of the reading of cases and the writing of the notes on international airplane flights to and from International Olympic Committee functions.

## Kontroverze

### NHL
O NHL v listopadu 2005 Pound řekl: “Nebudete daleko pravdě, když řeknete, že třetina hokejistů dostává farmaceutickou pomoc." Později připustil, že si toto číslo zcela vymyslel. Jak NHL, tak hráčská asociace NHLPA tvrzení odmítly a požadovaly po Poundovi důkazy. Do června 2006 provedla NHL 1406 testů, z nichž ani jeden neporušoval pravidla NHL. Podle Pounda jsou ale tato pravidla příliš laxní a nepřesná a vynechávají testování na některé látky. 

### Lance Armstrong
V lednu 2004 deník Le Monde citoval Pounda, jak řekl, že "veřejnost ví, že cyklisté na Tour de France a jinde dopují." Za to si vysloužil příkrou odpověď od Lance Armstronga, který takové poznámky označil za "nezodpovědné a nepřijatelné". Pound said he was surprised by the personal nature of Armstrong's response because he had never mentioned the cyclist by name.
V podobné době byly v několika vzorcích cyklistů z Tour de France 1999 nalezeny stopy erythropoetinu (EPO). Deník L'Équipe dokázal identifikovat, komu tyto vzorky patří, včetně Armstronga. Pound na to skrz média reagoval, že je "teď na Lanci Armstrongovi a ostatních, aby vysvětlili, jak se EPO dostalo do jejich těla."
UCI vydala na základě šetření komise vedené bývalým předsedou nizozemské antidopingové agentury Emilem Vrijmanem zprávu, která v květnu 2006 unikla do médií. Vrijman v ní tvrdil, že se nedá vyloučit, že byly vzorky znečištěné v laboratoři. Zpráva doporučila, aby cyklistům nebyly uloženy žádné tresty, zato upozornil, aby se UCI soustředila komunikaci mezi Dickem Poundem a médii.
Pound zprávu odmítl s tím, že je tak neprofesionální a neobjektivní, až to hraničí s fraškou. V oficiálním vyjádření WADA zprávu označila za zaujatou, špatně informovanou, spekulativní a "v mnoha ohledech klamavou".
Dne 9. června 2006 Armstrong dopisem žádal Jacqua Rogga, aby proti Poundovi zakročil. Kvůli jeho "neobhajitelnému" jednání měl být "vyloučeno z olympijského hnutí". V únoru 2007 etická komise MOV doporučila, aby Pound ve veřejných vyjádřeních vystupoval s větší obezřetností. Pound na to zareagoval, že se zodpovídá WADA, a ne Mezinárodnímu olympijskému výboru.

## Osobní život
Pound žije ve Westmountu v Quebeku se svou druhou ženou, spisovatelkou Julií Keithovou. Ze svého prvního manželství má tři děti, Trevora, Duncana a Megan a dvě nevlastní děti z druhého.

## Ocenění
V roce 1992 převzal Řád Kanady jako důstojník. V roce 2014, byl jmenován rytířem Řádu Kanady.
Byl vyznamenán zlatou a stříbrnou hvězdou japonského Řádu svatého pokladu v roce 1998.
V roce 2008 získal Cenu Laureus v kategorii Sportovní duch za svou práci pro WADA.

## Dílo
- Pound, Richard W. (1994). Five Rings over Korea: The Secret Negotiations Behind the 1988 Olympic Games in Seoul. Little Brown & Co. ISBN 978-0316715072.
- Pound, Richard W. (2000). Chief Justice W.R. Jackett: By the Law of the Land. McGill-Queen's University Press. ISBN 978-0773518988.
- Pound, Richard W. (2002). Stikeman Elliott: The First Fifty Years. McGill-Queen's University Press. ISBN 978-0773524118.
- Pound, Richard W. (2004). Inside the Olympics: A Behind-the-Scenes Look at the Politics, the Scandals and the Glory of the Games. Wiley. ISBN 978-0470838709.
- Pound, Richard W. (2006). Inside Dope: How Drugs Are the Biggest Threat to Sports, Why You Should Care, and What Can Be Done About Them. Wiley. ISBN 978-0470837337.
- Pound, Richard W. (2007). Unlucky to the End: The Story of Janise Marie Gamble. McGill-Queen's University Press. ISBN 978-0773533004.
- Pound, Richard W. (2008). Rocke Robertson: Surgeon and Shepherd of Change. McGill-Queen's University Press. ISBN 978-0773533745.
- Pound, Richard W. (2013). Quotations for the Fast Lane. McGill-Queen's University Press. ISBN 978-0773542983.
- Pound, Richard W. (2014). Made in Court: Supreme Court Cases that Shaped Canada. Fitzhenry & Whiteside. ISBN 978-1554553471.